# Ervões
Ervões is een plaats (freguesia) in de Portugese gemeente Valpaços en telt 752 inwoners (2001).